# William E. Hutton
William Edward Hutton (* 16. März 1845 in Smithfield, Jefferson County; † 8. September 1934 in Cincinnati) war ein US-amerikanischer Börsenmakler. Er gehörte zu den reichsten Amerikanern und erwirtschaftete diesen Reichtum zum Teil mit Börsenspekulationen.

## Leben
Seine Eltern waren Levi Hutton aus Washington County (Pennsylvania), der von Quäkern abstammte, und Elizabeth Hutton, geb. Laws, aus Georgetown (Delaware). Sie heirateten früh und ließen sich im Jefferson County in Ohio nieder. Nach dem Besuch öffentlicher Schulen ging William E. Hutton 1863 nach Cincinnati. Dort arbeitete er unter anderem bis 1867 als Handelsreisender für das Bekleidungsunternehmen C. B. Camp & Co. 1867 heiratete er Cornelia Pendleton Morgan, Tochter von James T. Morgan und Enkelin von Ephraim Morgan, Mitbegründer der in Cincinnati erscheinenden Zeitschrift Gazette. Aus der Ehe gingen zwei Söhne und zwei Töchter hervor.
Später zog Hutton nach Kansas City und war dort und in Denver als Railway Passenger Agent für verschiedene Eisenbahngesellschaften tätig. 1873 kehrte er nach Cincinnati zurück und arbeitete dort als United State Gauger (Eichmeister). Danach war er für Spirituosenhersteller tätig, zunächst von 1877 bis 1879 in Lawrenceburg, Indiana, und anschließend bis 1887 als Manager bei James Walsh & Co.
1887 begann Hutton in Cincinnati als Börsenmakler zu arbeiten. Er hatte schnell Erfolg und nahm beide Söhne, James Morgan Hutton and William Dunn Hutton, als Partner in sein Unternehmen auf, das fortan als W.E. Hutton and Co. firmierte. Es gehörte zu den bedeutenden Firmen, die an der New Yorker Wall Street tätig waren.
Hutton wirkte außerdem langjährig als Direktor der Handelskammer von Cincinnati. Zudem war er Vorsitzender der Börse von Cincinnati. Weitere Posten waren u. a. der als Direktor von Columbus Oil bzw. Gas & Fuel Co.
Sein Neffe, Edward Francis Hutton, wurde Partner in Huttons Firma. Auf diese Weise trug William E. Hutton zur Karriere seines Neffen entscheidend bei.
1925 ging William E. Hutton in den Ruhestand. Kurz nach einem Besuch der Weltausstellung „A Century of Progress“ starb er 1934 im Alter von 89 Jahren in Cincinnati an einer Lungenentzündung. Er wurde auf dem Spring Grove Cemetery bestattet.
W.E. Hutton and Co. wurde von seinen Söhnen und anderen Managern weitergeführt, bis es 1974 in dem Unternehmen Thomson & McKinnon Auchincloss Kohlmeyer, Inc. aufging. Zu diesem Zeitpunkt hatte W.E. Hutton and Co. 36 Filialen in verschiedenen US-amerikanischen Städten, von denen die Büros in Ohio (Cincinnati, Dayton und Columbus) am profitabelsten waren.